# Kevin Lloyd
Kevin Lloyd, född 1949 i Derby, död 1998 i Burton i Staffordshire, var en brittisk skådespelare.

## Filmografi
- Britannia Hospital (1982)
- Link (1985)